# Sofija-grad
Sofija-grad (bulgariska: Област София град, София-град, Okrŭg Grad Sofiya) är en region i Bulgarien. Den ligger i den västra delen av landet. Huvudstaden Sofija ligger i Sofija-grad. Antalet invånare är 1 429 947. Arean är 492 kvadratkilometer. Regionen består av en kommun Stolitjna Obsjtina.